# Гелен Гоґґ
Гелен Соєр, у шлюбі Соєр Гоґґ (англ. Helen Sawyer Hogg, 1 серпня 1905 року — 28 січня 1993 року) — американська і канадська науковиця, астрономка, популяризаторка астрономії, викладачка університету, компаньйонка ордена Канади.

## Життєпис
Народилася 1 серпня 1905 року в Лоуеллі, Массачусетс. У 1922 році поступила в коледж Маунт-Голіок в Саут-Гадлі, Массачусетс. У 1925 році Соєр змінила спеціальність із хімії на астрономію. У 1926 році вона здобула бакалаврський ступінь. Після закінчення почала працювати в Гарвардській обсерваторії з Гарлоу Шеплі та здобула ступінь магістра в 1928 році. Соєр одружилася з Френком Гоґґом у 1930 році, захистила дисертацію на наступний рік. Хоча вона виконувала роботу в Гарвардському університеті, він не видав їй дипломи (в той час в Гарварді жінкам не видавали дипломи з природничих наук), тому і магістерську, і докторську роботу вона захистила при коледжі Редкліфф.
Сім'я переїхала у Вікторію, Британська Колумбія, коли чоловік отримав роботу в Доміньонській астрофізичній обсерваторії. Гоґґ не змогла знайти роботу з чоловіком, вона безкоштовно була його асистенткою. Однак робота дала можливість відвідувати обсерваторію вночі, оскільки науковиця була під відповідальністю чоловіка. Після народження дочки Саллі Гоґґ брала її з собою на нічні спостереження на другому за розміром телескопі у світі. Під час роботи у Вікторії Гоґґ продовжила вивчати змінні зірки в кулястих зоряних скупченнях. У 1935 році чоловік прийняв позицію в Університеті Торонто, а Гоґґ продовжила дослідження, як асистентка в обсерваторії Девіда Данлопа. У 1936 році народила сина Девіда, а в 1937 році — Джеймса. Гоґґ вдалося отримати оплачуване місце дослідниці. У 1939 році Гелен Гоґґ опублікувала перше видання «Каталогу змінних зір у кулястих зоряних скупченнях».
Гелен Гоґґ виконувала обов'язки очільниці кафедри астрономії Маунт-Голіок з 1940 по 1941 рік, потім прийняла посаду викладачки в університеті Торонто. У 1946 році чоловік став директором обсерваторії Девіда Данлопа, на цій посаді він пробув до своєї смерті в 1951 році.
Гелен Гоґґ стала доценткою в 1951 році, ад'юнкт-професоркою у 1955 році і професоркою в 1957 році. З 1951 року Гелен Гоґґ писала для щотижневої колонки в «Торонто Стар» протягом 30 років. Деякі з матеріалів були опубліковані в її науково-популярній книзі «The Stars Belong to Everyone: How to Enjoy Astronomy». У 1970 році вона вела передачу про астрономію на телебаченні Онтаріо. У 1985 році Гелен Гоґґ пошлюбила колегу Ф. Пріслі, він помер у 1988 році.
Гелен Соєр Гоґґ померла в 1993 році.

## Наукова робота
Ранні роботи Гелен Соєр Гоґґ були опубліковані під час її навчання в Редкліффі у співавторстві з Гарлоу Шеплі, вони були пов'язані з дослідженням кулястих зоряних скупчень і змінних зірок. Її основною роботою було систематичне дослідження 95 скупчень. У 1927—1929 роках Шеплі і Соєр (до шлюбу) почали класифікацію скупчень за ступенем концентрації зірок. Скупчення із найбільшою концентрацією були виділені в клас I і далі ранжувалися в міру зменшення концентрації до класу XII (іноді класи позначаються арабськими цифрами: 1-12). Ця класифікація отримала назву класів концентрації Шеплі — Соєр.
За своє життя Соєр Гоґґ зробила 2000 фотографій скупчень, з допомогою яких ідентифікувала тисячі змінних зірок і склала каталог, що включав в себе детальні дані про скупчення, їх аналіз. Відносні характеристики змінних зірок у зоряних скупченнях, розподілу періодів і кольорів змінних зірок пов'язані зі структурою та стадією еволюції скупчення. Соєр Гоґґ знайшла 2119 змінних зірок у 108 скупченнях, понад 90 % змінних зірок належали до типу RR Ліри.

## Визнання
Як експертка зі змінних зірок у кулястих зоряних скупченнях, Гелен Гоґґ зробила значний внесок в розуміння Всесвіту. 2000 фотографій скупчень, інформація про тисячі змінних зірок і сформовані три каталоги досі використовуються астрономами. Гоґґ опублікувала понад 200 наукових робіт. Вона головувала в декількох канадських наукових і астрономічних організаціях, а також працювала директоркою програми астрономії Американського національного наукового фонду. Її робота заклала основи для подальших досліджень Чумацького Шляху і отримала міжнародне визнання.
Докторка Гелен Гоґґ відома як учена, учителька, популяризаторка астрономії. За свою кар'єру вона отримала безліч національних і міжнародних нагород, стала членкинею Королівського товариства Канади, компаньйонкою ордена Канади (1976 рік), почесною докторкою 6 інститутів. У 1950 році вона була представлена до Премії Енні Джамп Кеннон Американським астрономічним співтовариством. У 1983 році Соєр Гоґґ отримала премію Клюмпке-Робертс.
На честь Гелен Соєр Гоґґ були названі астероїд, телескоп і обсерваторія в Оттаві. У 1985 році Канадське астрономічне товариство і Королівське астрономічне товариство Канади заснувало суспільну лекцію імені Гелен Соєр Гоґґ. Вона проводиться щорічно на зустрічі двох спільнот (наприклад, в 1993 році її удостоїлася Маргарет Геллер, у 2009 році Лоуренс Краусс, у 2012 році Джоселін Белл Бернелл).

## Публікації
- Helen Sawyer Hogg. The stars belong to everyone: how to enjoy astronomy. — Doubleday, 1976. — 274 p. — ISBN 0385123027.
- Helen Sawyer Hogg. A third catalogue of variable stars in globular clusters conprising 2119 entries. — Publication of the David Dunlap observatory university of Toronto, 1973. — 77 p.
- Hogg H. S. Harlow Shapley and Globular Clusters (англ.) // Publications of the Astronomical Society of the Pacific. — 1965. — Vol. 77, no. 458. — P. 336—346. — ISSN 0004-6280. — DOI:10.1086/128229.
- C.M.Clement, A.Muzzin, Q.Dufton, T.Ponnampalam, J.Wang, J.Burford, A.Richardson, T.Rosebery, J.Rowe, H.Hogg. Variable stars in galactic globular clusters (англ.) // The American Astronomical Society. The Astronomical Journal. — 2011. — Vol. 122, no. 5.
- Helen Sawyer Hogg. Star Clusters (англ.) // Astrophysik IV: Sternsysteme / Astrophysics IV: Stellar Systems. — 1959. — Vol. 122, no. 5. — DOI:10.1007/978-3-642-45932-0_4.